# Вежбе (Малопольське воєводство)
Вежбе (пол. Wierzbie) — село в Польщі, у гміні Харшниця Меховського повіту Малопольського воєводства.
Населення — 203 особи (2011).
У 1975-1998 роках село належало до Келецького воєводства.

## Демографія
Демографічна структура станом на 31 березня 2011 року:
|          | Загалом | Допрацездатний вік | Працездатний вік | Постпрацездатний вік |
| -------- | ------- | ------------------ | ---------------- | -------------------- |
| Чоловіки | 98      | 16                 | 68               | 14                   |
| Жінки    | 105     | 15                 | 52               | 38                   |
| Разом    | 203     | 31                 | 120              | 52                   |